# Alan Douglas
Alan Douglas Rubenstein (Boston, 20 de julio de 1931 – París, 7 de junio de 2014) fue un productor musical estadounidense, que trabajó con Jimi Hendrix, Miles Davis, John McLaughlin, Lenny Bruce y the Last Poets. Creó su propio sello, Douglas Records.

## Productor de jazz
En 1962, Douglas se hizo cargo de la división de jazz de la United Artists Records. Uno de sus primeros proyectos fue el álbum en directo de los Art Blakey and the Jazz Messengers Three Blind Mice, grabado en la Renaissance Club en Hollywood. También convenció al trompetista Kenny Dorham para que entrara en el estudio para grabar Matador , un clásico del soul-jazz compartido con Jackie McLean y Bobby Timmons. Las cualidades de Douglas como productor ya eran evidentes. Animó a los músicos a expresarse y traspasar los límites, como cuando formó el equipo Duke Ellington con Max Roach y Charles Mingus para grabar Money Jungle, que  George Wein ha descrito como "una de las mejores grabaciones de trío de piano de la historia del jazz".
Douglas produjo otros lanzamientos memorables durante su breve mandato con UA, incluidos álbumes de Oliver Nelson, Ken McIntyre, King Pleasure, Herbie Mann y Betty Carter. El LP de Bill Evans y Jim Hall " Undercurrent" fue la primera de sus colaboraciones. Los aspectos más destacados de estos álbumes se pueden encontrar en "Douglas On Blue Note", publicado en 2009.

## Conexión con Jimi Hendrix y otros
Douglas se cruzó por primera vez con Hendrix poco después de la actuación de este último en Woodstock en 1969, y supuestamente fue a través de Douglas que Hendrix conoció y comenzó a tocar con músicos de jazz como Miles Davis, Quincy Jones y Gil Evans, así como con los pioneros del rap The Last Poets. 
En el libro Ultimate Hendrix: An Illustrated Encyclopedia of Live Concerts and Sessions, Buddy Miles le concede el mérito a Douglas por haber ayudado a formar la banda Band of Gypsys, como se le citó diciendo: "The Band of Gypsys se reunió en la oficina de Douglas, entre Alan y el promotor del concierto Bill Graham, quien nos dio las fechas para Fillmore East". De todas maneras, en el libro Hendrix: Setting the Record Straight, el exproductor de Hendrix Chas Chandler le cita diciendo: "Hendrix me dijo - y recuerdo la frase (...) 'Él (Douglas) puede ayudar [en asuntos comerciales] ... pero no quiero ese chico cvon algo que tenga que ver con mi música". Douglas asistió al funeral de Hendrix en 1970, y cuatro años después de la muerte de Hendrix, Douglas adquirió los derechos para producir la música que Hendriz nunca grabó en estudio.
El trabajo de producción de Douglas en algunos de los lanzamientos póstumos de Hendrix es polémico. Esto se debe principalmente a las pistas de los discos LP Crash Landing  y  Midnight Lightning  lanzados en 1975. En estos lanzamientos, Douglas reemplazó la batería original y las pistas de bajo y guitarra añadidas posteriormente grabadas por músicos de sesión. Agregó cantantes de acompañamiento femeninas en una pista y reclamó el crédito como cocompositor en varias pistas que había alterado. En el álbum recopilatorio posterior  Voodoo Soup , se sabe que Douglas borró las pistas de batería original en dos canciones y las reemplazó con Bruce Gary de The Knack. En segundo lugar, en los lanzamientos en CD de 1993 de los tres álbumes de estudio de Hendrix, la carátula original del álbum fueron descartados a favor de nuevas versiones de la Jimi Hendrix Experience.
El trabajo de Douglas en las grabaciones de Hendrix fue defendido por el periodista y crítico John Masouri, que en 2001 lo tildó como "uno de los últimos grandes visionarios musicales", y dijo que había tenido razón al intentar mejorar las pistas originales: "sabiamente también había editado pasajes en los que Jimi había jugado con un riff repetidamente, buscando la frase correcta (...). A fin de cuentas, es muy poco probable que Hendrix hubiera autorizado la publicación de material mal ejecutado, pero la suerte estaba echada y el productor ha sido calificado como una figura controvertida desde entonces". Supuestamente, el batería de la Jimi Hendrix Experience Mitch Mitchell también aprobó la decisión de Douglas de utilizar las sesiones de las grabaciones de Hendrix, porque "algunas de las pistas de las grabaciones originales habían sido deficientes."
De todas maneras, en entrevistas, el guitarrista John McLaughlin había criticado la intervención de Douglas en el LP Devotion (1970). Pero Umar Bin Hassan, miembro de The Last Poets, dijo después de la muerte de Douglas que "tanto si te gustaba como si no, tenías que admitir que era uno de los maestros en lo que hacía, para sacar música inteligente y notable. " Douglas fue reconocido como el primer productor discográfico en grabar un álbum de rap.
En 1995 Douglas perdió el control del archivo de Hendrix ante el padre de Hendrix, Al. Después de años de disputas legales, Douglas pudo obtener el derecho a recopilar los escritos de Hendrix en un libro, "Starting At Zero", que se publicó a finales de 2013. También estaba planeando un documental del mismo título que fue inédito hasta el momento de su muerte.

## Muerte
Douglas murió en su casa de París por complicaciones después de una caída. Se casó en cuatro ocasiones, tuvo dos hijas y un hijastro.